# Leporacanthicus
Leporacanthicus – rodzaj słodkowodnych ryb sumokształtnych z rodziny zbrojnikowatych (Loricariidae). Spotykane w hodowlach akwariowych. Zaliczane do glonojadów.

## Zasięg występowania
Ameryka Północna: Brazylia, Kolumbia i Wenezuela.

## Klasyfikacja
Gatunki zaliczane do tego rodzaju:
- Leporacanthicus galaxias
- Leporacanthicus heterodon
- Leporacanthicus joselimai
- Leporacanthicus triactis

Gatunkiem typowym jest Leporacanthicus galaxias.